# Чаклун (фільм)
«Чаклун» — кінофільм режисера Йодзіра Такіта, що вийшов на екрани в 2001 році.

## Зміст
Найкоротше закляття на світі — це ім'я людини. Закляття пов'язує те, на що воно накладено. А може бути, розбите серце саме по собі теж закляття? Серце може перетворити людину на диявола або на святого. У Х столітті в Японії свято вірили в силу заклять, і були люди, що керували ними — чаклуни. У стародавньому Кіото, в таємній боротьбі за імператорський трон довелося помірятися силами чорному магу Досону і великому майстрові магічних заклинань Сеймею, якому допомагав юний захисник і рятівник міста Хіромаса.

## Ролі
| Актор            | Роль |
| ---------------- | ---- |
| Мансано Номура   | -    |
| Хідеакі Іто      | -    |
| Еріко Имаи       | -    |
| Юї Нацукава      | -    |
| Маї Хошо         | -    |
| Кеніті Яджіма    | -    |
| Кендзиро Ішімару | -    |
| Кеніті Фузако    | -    |
| Хоука Киносита   | -    |
| Сачіко Кокубу    | -    |

## Знімальна група
- Режисер — Йодзіро Такіта
- Сценарист — Баку Юмемакура
- Продюсер — Кадзуо Хамана, Тетсуджі Хаясі, Нобуюкі Тоя
- Композитор — Сігеру Умебваясі